# Wild Gift
Az 1981-es Wild Gift az X második nagylemeze. 2003-ban 334. lett a Rolling Stone magazin Minden idők 500 legjobb albuma listáján. Robert Christgau a 3. helyre rakta a 80-as évek személyes kedvenceinek listáján, ezzel ez a lista legmagasabb helyezésű rockalbuma.
A Billboard 200-on a 165. helyig jutott. Szerepel az 1001 lemez, amit hallanod kell, mielőtt meghalsz című könyvben.
2001-ben jelent meg új kiadása a Rhino Records gondozásában hét bónuszdallal.

## Az album dalai
| 1. | The Once Over Twice | John Doe, Exene Cervenka | 2:31 |
| 2. | We're Desperate     | Doe, Cervenka            | 2:00 |
| 3. | Adult Books         | Doe, Cervenka            | 3:19 |
| 4. | Universal Corner    | Doe, Cervenka            | 4:33 |
| 5. | I'm Coming Over     | Doe, Cervenka            | 1:14 |
| 6. | It's Who You Know   | Doe, Cervenka            | 2:17 |

| 1. | In This House That I Call Home        | Doe, Cervenka | 3:34 |
| 2. | Some Other Time                       | Doe, Cervenka | 2:17 |
| 3. | White Girl                            | Doe, Cervenka | 3:27 |
| 4. | Beyond and Back                       | Doe, Cervenka | 2:49 |
| 5. | Back 2 the Base                       | Doe, Cervenka | 1:33 |
| 6. | When Our Love Passed Out on the Couch | Doe, Cervenka | 1:57 |
| 7. | Year 1                                | Doe, Cervenka | 1:18 |

| 1. | Beyond and Back (koncertfelvétel)            | Doe, Cervenka | 2:48 |
| 2. | Blue Spark (demó)                            | Doe, Cervenka | 2:04 |
| 3. | We're Desperate (kislemez változat)          | Doe, Cervenka | 2:01 |
| 4. | Back 2 the Base (koncertfelvétel)            | Doe, Cervenka | 1:40 |
| 5. | Heater (próba)                               | Doe           | 2:32 |
| 6. | White Girl (kislemez mix)                    | Doe, Cervenka | 3:29 |
| 7. | The Once Over Twice (kiadatlan kislemez mix) | Doe, Cervenka | 2:35 |

## Közreműködők
- John Doe – basszusgitár, ének
- Exene – ének
- Billy Zoom – gitár
- D.J. Bonebrake – dob

## Fordítás
Ez a szócikk részben vagy egészben a Wild Gift című angol Wikipédia-szócikk ezen változatának fordításán alapul.  Az eredeti cikk szerkesztőit annak laptörténete sorolja fel. Ez a jelzés csupán a megfogalmazás eredetét és a szerzői jogokat jelzi, nem szolgál a cikkben szereplő információk forrásmegjelöléseként.